# Lista județelor din Transnistria (1941-1944)

Harta administativă a Transnistriei controlată de România (în timpul celui de-al II-lea Război Mondial)

Aceasta este o listă alfabetică a celor 13 județe ale Transnistriei, precum și a celor 64 de raioane componente ale acestora (o medie de aproape 5 raioane pe județ), parte a României Mari între 19 august 1941 și 29 ianuarie 1944..

## Județul Ananiev
Reședință, orașul Ananiev, componență
- Orașul Ananiev și șase (6) raioane:
- Raionul Ananiev,
- Raionul Cernova,
- Raionul Petroverovca,
- Raionul Sfânta Troițca,
- Raionul Siraievo și
- Raionul Valea Hoțului

## Județul Balta
Reședință, orașul Balta, componență
- Orașul Berșad și șapte (7) raioane:
- Raionul Balta,
- Raionul Berșad,
- Raionul Cicelnic,
- Raionul Obadovca,
- Raionul Olgapol,
- Raionul Pesceana și
- Raionul Savrani.

## Județul Berezovca
Reședință, orașul Berezovca, și patru (4) raioane:
- Raionul Berezovca,
- Raionul Landau,
- Raionul Mostovoi și
- Raionul Veselinovo.

## Județul Dubăsari
Reședință, orașul Dubăsari, componență, 
- Orașul Grigoriopol și cinci (5) raioane:
- Raionul Ciorna,
- Raionul Dubăsari,
- Raionul Grigoriopol,
- Raionul Ocna și
- Raionul Zaharievca.

## Județul Golta
Reședință, orașul Golta, și cinci (5) raioane:
- Raionul Crivoe-Oziero,
- Raionul Domaniovca,
- Raionul Golta,
- Raionul Liubașcova și
- Raionul Vradievca.

## Județul Jugastru
Reședință, orașul Iampol, și patru (4) raioane
- Raionul Cernovăț,
- Raionul Crijopol,
- Raionul Iampol și
- Raionul Tomasopol.

## Județul Moghilău
Reședință, orașul Moghilău, componență
- Orașul Șmerinca și șapte (7) raioane:
- Raionul Balchi
- Raionul Copaigorod
- Raionul Crasnoe
- Raionul Iarișev
- Raionul Sargorod
- Raionul Stanislavcic
- Raionul Șmerinca

## Județul Oceacov
Reședință, orașul Oceacov, și trei (3) raioane
- Raionul Crasna
- Raionul Oceacov
- Raionul Varvarovca

## Județul Odesa
Reședință, municipiul Odesa, și patru (4) raioane
- Raionul Antono-Codincevo
- Raionul Blagujevo
- Raionul Ianovca
- Raionul Odesa

## Județul Ovidiopol
Reședință, orașul Ovidiopol, și patru (4) raioane
- Raionul Balaevca
- Raionul Frazfeld
- Raionul Ovidiopol
- Raionul Vigoda

## Județul Râbnița
Reședință, orașul Râbnița, componență
- Orașul Bârzula și cinci (5) raioane:
- Raionul Bârzula
- Raionul Camenca
- Raionul Codâma
- Raionul Piesceanca
- Raionul Râbnița

## Județul Tiraspol
Reședință, municipiul Tiraspol, și șase (6) raioane:
- Raionul Grosulova
- Raionul Razdelnaia
- Raionul Selz
- Raionul Slobozia
- Raionul Tebricovo
- Raionul Tiraspol

## Județul Tulcin
Reședință, orașul Tulcin și patru (4) raioane:
- Raionul Braslav
- Raionul Spicov
- Raionul Trostineț
- Raionul Tulcin

## Vezi și
A se vedea și Categorie:Raioanele Transnistriei (1941-1944).